# Christian Schaller (Theologe)
Christian Schaller (* 2. November 1967 in München) ist ein deutscher katholischer Theologe und stellvertretender Direktor des Instituts Papst Benedikt XVI. in Regensburg.

## Wissenschaftlicher Werdegang
Christian Schaller studierte Katholische Theologie an der LMU München. Von 1997 bis 2000 war er dort als wissenschaftlicher Mitarbeiter am Lehrstuhl für systematische Theologie für zukünftige Gymnasiallehrer und am Forschungsprojekt „Religio. Geschichte eines grundlegenden modernen Konzepts, vom antiken Christentum bis zum 20. Jahrhundert“. In seiner Zeit als wissenschaftlicher Mitarbeiter am Lehrstuhl für Dogmatik bei Gerhard Ludwig Müller (2000–2003) erfolgte die Promotion zum Dr. theol. mit einer Arbeit zur von Franz Seraph Hettinger vertretenen Ekklesiologie im 19. Jahrhundert.
Nach Ernennung Gerhard Ludwig Müllers zum Bischof von Regensburg 2003 folgte ihm Schaller als sein theologischer Referent. Bis 2012 füllte er diese Position aus und verantwortete zugleich ab 2008 als stellvertretender Direktor mit Rudolf Voderholzer den Aufbau des neu gegründeten Instituts Papst Benedikt XVI. Seit 2012 leitet er die operative Arbeit des Instituts und die Herausgabe der Gesammelten Schriften Joseph Ratzingers/Benedikt XVI. (JRGS). 2013 nahm er aus den Händen von Papst Franziskus den von der Vatikanischen Stiftung Joseph Ratzinger verliehenen Ratzinger-Preis entgegen.
Hauptthemen von Schaller sind die Christologie und die Ekklesiologie.

## Ehrungen
- 2013: Joseph-Ratzinger-Preis

## Schriften
- Organum salutis : die Sakramentalität der Kirche im ekklesiologischen Entwurf des Würzburger Apologeten Franz Seraph Hettinger ; ein Beitrag zur Ekklesiologie des 19. Jahrhunderts, St. Ottilien 2003, ISBN 978-3-8306-7164-0.
- Papst Pius IX. begegnen, Augsburg 2003, ISBN 3-929246-96-1.
- /Gerhard Ludwig Müller (Hg.), Mittler und Befreier : die christologische Dimension der Theologie, Freiburg i. Breisgau 2008, ISBN 978-3-451-29804-2.
- (Hg.), Kirche – Sakrament und Gemeinschaft : zu Ekklesiologie und Ökumene bei Joseph Ratzinger (RaSt 11), Regensburg 2011, ISBN 978-3-7917-2394-5.
- (Hg.), Brich mir das Brot des Wortes : Festgabe für Papst em. Benedikt XVI. zum 90. Geburtstag, Regensburg 2017, ISBN 978-3-7954-3248-5.
- /Florian Schuller/Josef Zöhrer(Hg.), Europa christlich?! : zum Gespräch von Glaube und säkularer Welt (RaSt 14), Regensburg 2017, ISBN 978-3-7917-2388-4.